# Jineiry Martínez
Jineiry Martínez (Santo Domingo, 3 dicembre 1997) è una pallavolista dominicana, centrale dell'Azərreyl.

## Biografia
È la sorella minore della pallavolista Brayelin Martínez. Il fratello Brayan è un cestista professionista, così come lo erano lo zio Soterio Ramírez e il cugino Jack Martínez.

## Carriera

### Club
La carriera da professionista di Jineiry Martínez inizia con la formazione del Mirador, col quale partecipa al campionato mondiale per club 2015. In seguito approda in Francia, dove disputa la stagione 2015-16 con il Le Cannet, in Ligue A. 
Dopo essere tornata in patria per prendere parte alla Liga de Voleibol Superior 2018 con il Guerreras, nella stagione 2018-19 è di scena in Turchia, dove partecipa alla Sultanlar Ligi con l'Aydın BB. Torna poi in campo in Brasile nella stagione 2020-21, quando si accasa per il seguente triennio nel Praia Clube, in Superliga Série A: con le giallonere si aggiudica uno scudetto, due edizioni della Supercoppa brasiliana, altrettante del campionato sudamericano per club, venendo inoltre premiata come miglior centrale nel 2023, e due titoli statali del Campionato Mineiro.
Nella stagione 2023-24 è in Azerbaigian per disputare la Yüksək Liqa con l'Azərreyl, vincendo lo scudetto e venendo premiata come miglior centrale. 

### Nazionale
Con la nazionale dominicana under 18 conquista la medaglia d'argento al campionato nordamericano 2012 e quella di bronzo alla Coppa panamericana 2013, oltre a partecipare al campionato mondiale 2013. Con l'under 20 invece si aggiudica l'oro al campionato nordamericano 2012, l'argento alla Coppa panamericana 2013, il bronzo al campionato nordamericano 2014, l'oro alla Coppa panamericana 2015 (venendo anche premiata come miglior centrale) e l'oro campionato mondiale 2015, dopo aver già partecipato all'edizione 2013. Fa parte anche della nazionale under 23, con cui vince l'argento al campionato mondiale 2013, tre ori alla Coppa panamericana 2014, 2016 e 2018, impreziositi da due riconoscimenti individuali come miglior centrale, e la medaglia di bronzo al campionato mondiale 2015.
Nel 2014 debutta in nazionale maggiore in occasione delle qualificazioni NORCECA al campionato mondiale. In seguito si aggiudica l'oro alla NORCECA Champions Cup 2015, il bronzo ai XVII Giochi panamericani, l'argento al campionato nordamericano 2015 e ancora un oro alla Coppa panamericana 2016. Nel seguente ciclo olimpico si aggiudica la medaglia d'argento alla Coppa panamericana 2017, l'oro ai XVIII Giochi panamericani, venendo anche insignita del premio come miglior centrale, l'argento alla NORCECA Champions Cup 2019 e ancora un oro al campionato nordamericano 2019, suggellando il periodo con la partecipazione ai Giochi della XXXII Olimpiade (venendo premiata anche come miglior centrale nelle qualificazioni).
Si aggiudica quindi l'oro al campionato nordamericano 2021, poi bissato nel 2023, così come alla NORCECA Final Six 2021, ottenendo anche l'ennesimo riconoscimento come miglior centrale, e 2022. Nel 2023 vince la medaglia d'oro ai XXIV Giochi centramericani e caraibici, venendo anche premiata come MVP e miglior centrale, mentre ottiene un argento alla NORCECA Final Six 2023 e un altro oro ai XIX Giochi panamericani. Un anno dopo conquista ancora un oro alla NORCECA Final Six e chiude poi il ciclo olimpico con la partecipazione ai Giochi della XXXIII Olimpiade.
Inizia il seguente ciclo olimpico con la vittoria dell'oro alla Coppa panamericana 2025.

## Palmarès

### Club
- Campionato brasiliano: 1

2022-23
- Campionato azero: 1

2023-24
- Supercoppa brasiliana: 2

2020, 2021
- Campionato sudamericano per club: 2

2021, 2023
- Campionato Mineiro: 2

2021, 2023

### Nazionale (competizioni minori)
- Campionato nordamericano under 18 2012
- Campionato nordamericano under 20 2012
- Coppa panamericana under 20 2013
- Coppa panamericana under 18 2013
- Campionato mondiale under 23 2013
- Campionato nordamericano under 20 2014
- Coppa panamericana under 23 2014
- Coppa panamericana under 20 2015
- NORCECA Champions Cup 2015
- Giochi panamericani 2015
- Campionato mondiale under 23 2015
- Campionato mondiale under 20 2015
- Coppa panamericana 2016
- Coppa panamericana under 23 2016
- Coppa panamericana 2017
- Coppa panamericana under 23 2018
- Giochi panamericani 2019
- NORCECA Champions Cup 2019
- NORCECA Final Six 2021
- NORCECA Final Six 2022
- Giochi centramericani e caraibici 2023
- NORCECA Final Six 2023
- Giochi panamericani 2023
- NORCECA Final Six 2024

### Premi individuali
- 2014 - Coppa panamericana under 23: Miglior centrale
- 2015 - Coppa panamericana under 20: Miglior centrale
- 2018 - Coppa panamericana under 23: Miglior centrale
- 2019 - XVIII Giochi panamericani: Miglior centrale
- 2020 - Qualificazioni NORCECA ai Giochi della XXXII Olimpiade: Miglior centrale
- 2021 - NORCECA Final Six: Miglior centrale
- 2023 - Campionato sudamericano per club: Miglior centrale
- 2023 - XXIV Giochi centramericani e caraibici: MVP
- 2023 - XXIV Giochi centramericani e caraibici: Miglior centrale
- 2024 - Yüksək Liqa: Miglior centrale